# Kh-38
Le Kh-38/Kh-38M (russe : Х-38  ) est une famille de missiles air-sol destinée à succéder aux familles de missiles Kh-25 et Kh-29.

## Développement

La configuration de base du Kh-38M a été révélée au salon aéronautique de Moscou 2007 (MAKS). Les premiers prototypes du missile avaient initialement des ailes repliables et des ailerons de queue pour le transport interne, et auraient de multiples têtes chercheuses pour différentes variantes. Des ogives variées (à fragmentation, sous-munitions, pénétrantes) peuvent également être montées. Le Kh-38M est destiné à succéder aux missiles Kh-25 et Kh-29. La portée du Kh-58 est d'environ 40 km ce qui est quatre fois plus que les premières versions du Kh-29. Il peut être utilisé par des avions de combat tels que le Sukhoi Su-34 et le Sukhoi Su-57, et il est aussi prévu de l'intégrer sur l'hélicoptère Kamov Ka-52K. Le premier tir d'essai a eu lieu en 2010 à partir d'un avion Su-34. La production a commencé en 2015,.
Dans une version postérieure, dévoilée au MAKS 2017, les deux gouvernes ont été remplacées par des modèles fixes plus longues et plus étroites ; une solution similaire à celle utilisée pour le missile Selenia Aspide,.

## Historique d'utilisation
Le Kh-38M est utilisé pour la première fois au combat lors de l'intervention militaire russe dans la guerre civile syrienne. Le 9 août 2024, un missile Kh-38 russe détruit un supermarché de la ville ukrainienne de Kostiantynivka, faisant une dizaine de morts et des dizaines de blessés. 

## Variantes
- Kh-38MA - version à guidage inertiel et radar actif
- Kh-38MK - version à guidage satellitaire
- Kh-38ML - version à guidage laser [6]
- Kh-38MT - version à guidage infrarouge[2]

- Dérivée du missile de croisière tactique Grom-E1 AS-23 / AGM air-sol avec une autonomie de 120 km [7],[8]
- Grom-E2 AS-23B / KAB - bombe guidée planante avec une portée de 50 km[9]

Elles pèsent environ 600 kg, possèdent divers guidages de visée, toutes deux créées sur la base du missile tactique à courte portée Kh-38M et ont également une structure modulaire, des ogives et des chercheurs. Elle est vue pour la première fois au MAKS 2015, et destinée à équiper tout type de chasseurs, dont les MiG-35 et Su-57.